# 35-ös főút
35-ös főút (ungarisch für ‚Hauptstraße 35‘) ist eine ungarische Hauptstraße und verläuft von Nyékládháza nach Debrecen. Ihre Gesamtlänge beträgt 86 Kilometer.